# Димитрие Гика-Комънещ
Димитрие Гика-Комънещ (на румънски: Dimitrie Ghika-Comăneşti) е румънски благородник, политик, изследовател на Африка.

## Произход и кариера (1839 – 1895)
Роден е на 31 декември 1839 година в Яш, Румъния. Произлиза от благородническия фанариотски род Гика. Дипломира се като доктор по право в Берлинския университет. Кариерата си започва като кмет на град Бакъу, а по-късно, от 1872 до 1892 е депутат в Румънския парламент.
От най-ранно детство е запален любител на природата, повечето от свободното си време прекарва на открито, като се занимава със зооложки, ботанически, геоложки и географски изследвания и извършва топографски дейности в различни части на страната. Член е на Румънското географско дружество, едно от най-старите в света, основано през 1875.

## Експедиционна дейност (1895 – 1896)
След откриването на Суецкия канал през 1869 г., започва нов етап в изследването на Африка. Когато през 1882 каналът минава под британски контрол зачестяват плаванията в района и се предприемат множество нови експедиции главно в Североизточна и Източна Африка. Увеличават се също и т.н. „ловни експедиции“, организирани главно от богати бизнесмени с цел набавяне на ловни трофеи от екзотични животни, които обаче също допринасят за откриването и изследването на големи региони в тези части на континента. Подобна експедиция организират през 1895 – 1896 и двамата румънски благородници баща и син Димитрие и Николае Гика-Комънещ в басейна на река Уаби Шебели на територията на днешните Сомалия и Етиопия.
На 22 октомври 1895 ловната експедиция потегля от град Бербера (Северна Сомалия) на юг. Тя се състои от баща и син Гика-Комънещ, 53 помагачи, няколко местни ловци, четири водача и двама слуги, всички те натоварени на 70 камили. Пресичат платото Губан, на 4 ноември достигат до планината Харар, продължават на юг и навлизат в горния басейн на река Уаби Шебели (долината на река Фафан). Спускат се по Фафан и на 21 декември достигат същинската река Уаби Шебели. Освен със събиране на ловни трофеи Гика-Комънещ откриват няколко нови вида растения, взимат геоложки проби от скалите, извършват топографски и астрономически измервания, които впоследствие са използвани за съставяне на по-точна карта на района. На 20 февруари 1896 експедицията се завръща в Бербера.
През 1898 в Женева публикуват две книги, първата на немски и френски език, озаглавена „Cinq mois aux pays des Somalis“, а втората „Un voyage en Afrique“, която излиза на френски и румънски.

## Следващи години (1896 – 1923)
По-късно синът Николае извършва нови ловни експедиции – в Мароко и Сахара през 1899, в Канада и Аляска през 1910 и други.
През 1921 Николае се самоубива, а две години по-късно бащата Димитрие умира от скръб в Команещи на 83-годишна възраст.